# Włodzimierz Koskowski
Włodzimierz Koskowski (ur. 29 lipca 1893 w Łaszczowie, zm. 20 maja 1965 w Swindon) – polski lekarz farmakolog, profesor Wydziału Lekarskiego Uniwersytetu Jana Kazimierza we Lwowie i dziekan tego wydziału. Na uchodźstwie profesor farmakologii fizjologicznej Polskiego Wydziału Lekarskiego Uniwersytetu w Edynburgu, profesor Uniwersytetu w Aleksandrii. Prezes Zarządu Głównego Polskiego Czerwonego Krzyża (1940-1945).

## Życiorys
Syn prof. Bronisława Koskowskiego, farmaceuty. Absolwent gimnazjum we Lwowie. W latach 1911–1918 studiował medycynę na Wydziale Lekarskim Uniwersytetu Lwowskiego i Sorbonie. Uczeń profesorów Leona Popielskiego i Charlesa Roberta Richet, laureata Nagrody Nobla (1913) w dziedzinie fizjologii i medycyny. Był członkiem Ligi Narodowej w latach 1905–1908. W 1918 uzyskał doktorat na Uniwersytecie Jana Kazimierza we Lwowie. Uczestniczył w walkach o Lwów w wojnie polsko-ukraińskiej, będąc w służbie sanitarnej podczas obrony szkoły kadeckiej. Następnie do roku 1921 był oficerem-lekarzem w Wojsku Polskim podczas wojny polsko-bolszewickiej. Został awansowany na stopień porucznika sanitarnego ze starszeństwem z dniem 1 czerwca 1919. W latach 1921–23 odbywał staże w instytucie fizjologii w Lozannie, w Londynie i w Baltimore. Od 1924 docent, adiunkt, a następnie od 1925 profesor farmakologii eksperymentalnej na Wydziale Lekarskim Uniwersytetu Jana Kazimierza. Kierownik Zakładu Farmakologii UJK (1930—1936), dziekan Wydziału Lekarskiego 1932-1933, 1936-1938. W październiku 1936 otrzymał tytuł profesora zwyczajnego farmakologii doświadczalnej na Wydziale Lekarskim UJK.
Po agresji III Rzeszy i ZSRR na Polskę znalazł się na uchodźstwie. Od 13 sierpnia 1940 do września 1945 pełnił funkcję prezesa Zarządu Głównego Polskiego Czerwonego Krzyża z siedzibą przy rządzie RP na uchodźstwie w Londynie. W latach 1941–1947 profesor farmakologii fizjologicznej na Polskim Wydziale Lekarskim na Uniwersytecie w Edynburgu. W latach 1949–1963 profesor farmakologii na Uniwersytecie w Aleksandrii.
W 1963 przeszedł na emeryturę. Osiadł w Swindon w Anglii, gdzie prowadził praktykę lekarską. Przystąpił do Koła Lwowian w Londynie. Zmarł 20 maja 1965 w Swindon. Został pochowany na cmentarzu przy Radnor Street w Swindon 24 maja 1965.
Członek korespondent (1933) i członek czynny (1935) Polskiej Akademii Umiejętności, członek zwyczajny Towarzystwa Naukowego Warszawskiego (1946), członek założyciel Polskiego Towarzystwa Naukowego na Obczyźnie (1950).

## Odznaczenia i wyróżnienia
- Krzyż Komandorski Orderu Odrodzenia Polski (1938)[7]
- Krzyż Walecznych – dwukrotnie[3]
- Krzyż Obrony Lwowa z Mieczami
- Filister honorowy korporacji Obotritia (od listopada 1927)
- Wielki Krzyż Kawalerów Maltańskich[3]

## Osiągnięcia badawcze
Udowodnił istnienie pohistaminowych efektów ogólnoustrojowych i wydzielniczych żołądka u człowieka, wprowadzając sobie samemu podskórnie histaminę (1917).
Wyjaśnił specyficzną interakcję histaminy i katecholamin na naczynia krwionośne z pomocą oryginalnej tezy, według której miejsce działania β-imidazolyletylaminy jest właśnie to samo co adrenaliny (1918). Innymi słowy wykazał istnienie receptorów, choć nie użył tej nazwy.
Ostatecznie udowodnił pobudzający wpływ histaminy na wydzielanie soku żołądkowego u człowieka (1922).

## Niektóre prace
- Anatomia opisowa według wykładów Edwarda Lotha (1915)
- O tak zwanych awitaminozach (1923);
- Wpływ histaminy na wydzielanie soku jelitowego (1925);
- Badania nad zachowaniem białych ciałek krwi w czasie wstrząsu hemoklasycznego (1926);
- O nikotynie i paleniu tytoniu (monografia) (1925);
- Z badań nad roli fizjologicznym histaminy w ustroju (monografia) (1931);
- Farmakologja (podręcznik) (1933);
- O starości (monografia) (1959)
- The habit of tobacco smoking (1955)